# Live Flesh – Mit Haut und Haar
Live Flesh – Mit Haut und Haar (Originaltitel: Carne trémula) ist ein Film aus dem Jahr 1997, der auf dem Roman In blinder Panik von Ruth Rendell basiert. Pedro Almodóvar führte Regie und war an der Erstellung des Drehbuchs beteiligt. Die Hauptrolle spielte Liberto Rabal.

## Handlung
Madrid, Januar 1970, zur Zeit der Franco-Diktatur. Die schwangere Prostituierte Isabel Plaza versucht verzweifelt, mit  Unterstützung der Bordellwirtin Doña Centro (Pilar Bardem) ins Krankenhaus zu kommen. Sie treffen auf der menschenleeren Straße einen Bus, der gerade auf dem Weg ins Depot ist. Isabel bringt Victor auf spektakuläre Weise in diesem Bus auf die Welt.
Madrid, 1990: Victor Plaza ist inzwischen zwanzig Jahre alt. Er ruft die Diplomatentochter Elena Benedetti (Francesca Neri) an, die er eine Woche vorher in einer Disco kennengelernt hat. Sie gibt ihm zu verstehen, dass sie nichts mehr mit ihm zu tun haben will. Maßlos enttäuscht fährt er ziellos mit dem Bus durch die Stadt. Dabei sieht er Elena, wie sie von ihrem Balkon nach ihrem Dealer Ausschau hält. Er steigt aus, um mit ihr zu reden. Sie macht ihm die Tür auf in dem Glauben, er sei ihr Dealer, und reagiert gereizt auf Victor. Es kommt zum Gerangel und einem versehentlichen Schuss ins Leere. Dieser bringt zwei Polizisten auf den Plan: den ruhigen David und den aufbrausenden, trinkenden Sancho. In einem neuerlichen Gerangel von Victor und Sancho löst sich wieder ein Schuss, der David trifft. Victor kommt ins Gefängnis. Dort verfolgt er zwei Jahre später eine Übertragung der Paralympics, wo er David als querschnittgelähmten Basketballspieler und Elena als Zuschauerin und inzwischen Davids Frau wiedererkennt.
1996 kehrt Victor nach sechs Jahren Gefängnishaft in das Haus seiner Mutter zurück. Diese ist während seines Gefängnisaufenthaltes an Krebs gestorben, das Haus ist verwahrlost. Er geht nach den ersten Tagen in Freiheit zum Grab seiner Mutter und sieht auf dem Friedhof Elena, der während der Beerdigung ihres Vaters – des Konsuls Benedetti – von den Trauergästen kondoliert wird. Er reiht sich in die Warteschlange ein und konfrontiert sie mit seiner Anwesenheit. Später, immer noch auf dem Friedhof, lernt er Clara, die Frau von Sancho, kennen, die von ihrem Mann geschlagen wird. Sie fährt Victor zu ihm nach Hause, führt ihn in die Liebe ein und verliebt sich bald in ihn. Victor, der sein „erstes Mal“ mit Clara hatte, ist begierig, von ihr zu lernen. Er will der beste Liebhaber der Welt werden, um sich dann an Elena zu rächen, indem er sie mit seinen Liebeskünsten hörig macht und danach verlässt.
David, der von Victors Annäherungen an Elena erfährt, versucht ihn mit allen Mitteln von Elena fernzuhalten. Er entdeckt, dass Victor und Clara ein Verhältnis haben, und versucht als letztes Mittel den gewalttätigen, rasend eifersüchtigen Sancho auf Victor zu hetzen. Nach und nach entdecken die Beteiligten die ganze Wahrheit des Unglücksabends. Gut und Böse verschwimmen. Eine Tragödie ereignet sich, als Clara Sancho verlassen will und letzterer in Victors Haus auftaucht.
Epilog: Victor arbeitet im Kindergarten, als bei seiner hochschwangeren Frau die Geburtswehen einsetzen. Sie lassen sich von einem Freund in die Klinik fahren. Die Szene erinnert an Victors Geburt. Victor spricht also zu seinem ungeborenen Kind, sagt ihm, dass die Zeiten sich geändert haben, die Straßen nun voller Leben sind, nicht mehr wie damals, als sich die Menschen vor dem Franco-Regime versteckten. Die Zeiten der Angst in Spanien sind vorbei.

## Rezeption
Der Film wurde in Spanien von 1,47 Millionen Besuchern in den Kinos gesehen. Dabei spielte er 5 Millionen Euro ein. In Deutschland, wo der Film am 10. Mai 1998 startete, betrug die Besucheranzahl 139.057. In den USA spielte Live Flesh zwischen 1. März und 5. April 1998 1,54 Millionen US-Dollar ein.
Im Juni 1999 erschien der Film in Deutschland auf Video und im September 2005 auf DVD.

## Kritiken
- „Ein in die Zeit der Franco-Diktator verlegter Genre-Mix in schrillen Farben, der äußerst verspielt alle Register zieht, um Wünsche und Sehnsüchte erfahrbar zu machen und sie gleichzeitig pathetisch aufbläht. Kinounterhaltung geprägt von augenzwinkernder grotesker Tragikomik.“ (film-dienst, 9/1998)

- „Als Hommage an die verstorbenen Regie-Legende Luis Buñuel angelegt, ist Liebe in all ihren Spielarten die Triebfeder des Melodrams. Der Plot voller überraschender Wendungen, unverbrauchte Schauspieler und die sorgfältige Ausstattung lassen die fehlende, Almodovar-typische Anarchie vergessen und machen Live Flesh zu seinem bis dato wohl kommerziellsten Film.“ (VideoWoche)

## Auszeichnungen
Der Film war 1999 für den British Academy Film Award als Bester nicht-englischsprachiger Film nominiert, musste sich aber dem brasilianischen Drama Central Station geschlagen geben. Bei der Verleihung des Europäischen Filmpreises im Jahr 1998 war der Film in den Kategorien Bester Film und Bester Darsteller (Javier Bardem) nominiert. Für den Satellite Award war Live Flesh. Mit Haut und Haar als Bester fremdsprachiger Film nominiert.
Für den Goya war der Film in drei Darstellerkategorien nominiert. Während sich Javier Bardem als Bester Hauptdarsteller und Ángela Molina als Beste Nebendarstellerin anderen Schauspielern geschlagen geben mussten, gewann José Sancho den Goya als Bester Nebendarsteller.
Auf dem São Paulo International Film Festival wurde der Film mit dem zweiten Platz des Publikums ausgezeichnet.